# In Vino Veritas
In vino veritas es una obra escrita por el filósofo y teólogo Søren Kierkegaard y publicada en 1845 como parte del libro Etapas en el camino de la vida (Stadier paa Livets Vei), escrito como continuación de O lo uno o lo otro (Enten-Eller). Pertenece a los textos estéticos del pensador danés. 

## Contenido
La escena principal del libro es un banquete en el cual cinco personajes; el hombre joven, el traficante de modas, Juan el Seductor, Constantino Constantius y Víctor Eremita (siendo los tres últimos personajes recurrentes en la obra de Kierkegaard), declaman discursos acerca del amor y la mujer. El título hace referencia a la conocida sentencia latina «In vino veritas, in aqua sanitas»  («En el vino está la verdad, en el agua la salud»), por ser conditio sine qua non que los discursos fueran compuestos bajo los efectos del alcohol. Esta obra presenta un paralelismo formal y de contenido con el Banquete de Platón, diálogo que inaugura un subgénero conocido como literatura simposiaca.